# Pasaporte chino

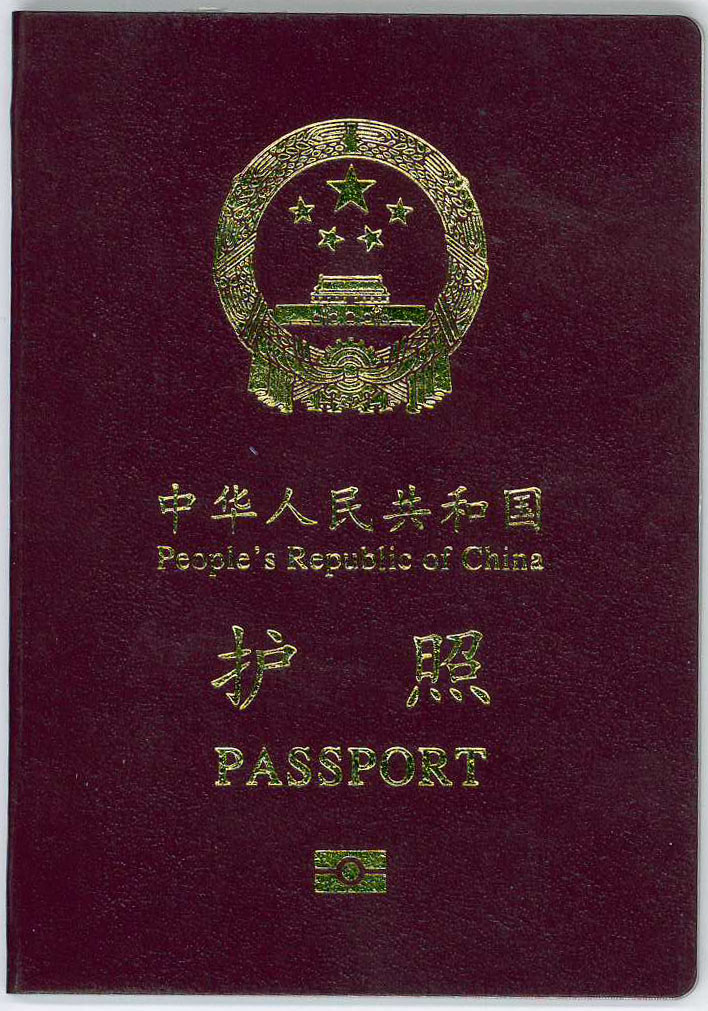
La tapa de un pasaporte biométrico chino regular desde 2012.

El pasaporte de la República Popular de China (en chino: 中华人民共和国护照), comúnmente conocido como pasaporte chino, es un pasaporte expedido a los ciudadanos de la República Popular de China (RPC) que se han registrado como residente de China continental y, por lo tanto, poseen un hukou, con el propósito de viajes internacionales, y da derecho al portador a la protección de los funcionarios consulares de China en el extranjero.
El 1 de julio de 2011, el Ministerio de Relaciones Exteriores de la República Popular China lanzó una emisión de prueba de pasaportes electrónicos para personas que realicen trabajos de asuntos públicos en el extranjero en nombre del gobierno chino. El rostro, las huellas dactilares y otras características biométricas del titular del pasaporte se digitalizan y almacenan en un chip inteligente sin contacto preinstalado, junto con el nombre, el sexo y la foto personal del propietario del pasaporte, así como la validez del pasaporte y el certificado digital del chip. Los pasaportes biométricos ordinarios fueron introducidos por el Ministerio de Seguridad Pública el 15 de mayo de 2012. En enero de 2015, todos los pasaportes nuevos emitidos por China son pasaportes electrónicos biométricos y ya no se emiten pasaportes no biométricos.

## Tipos de pasaporte

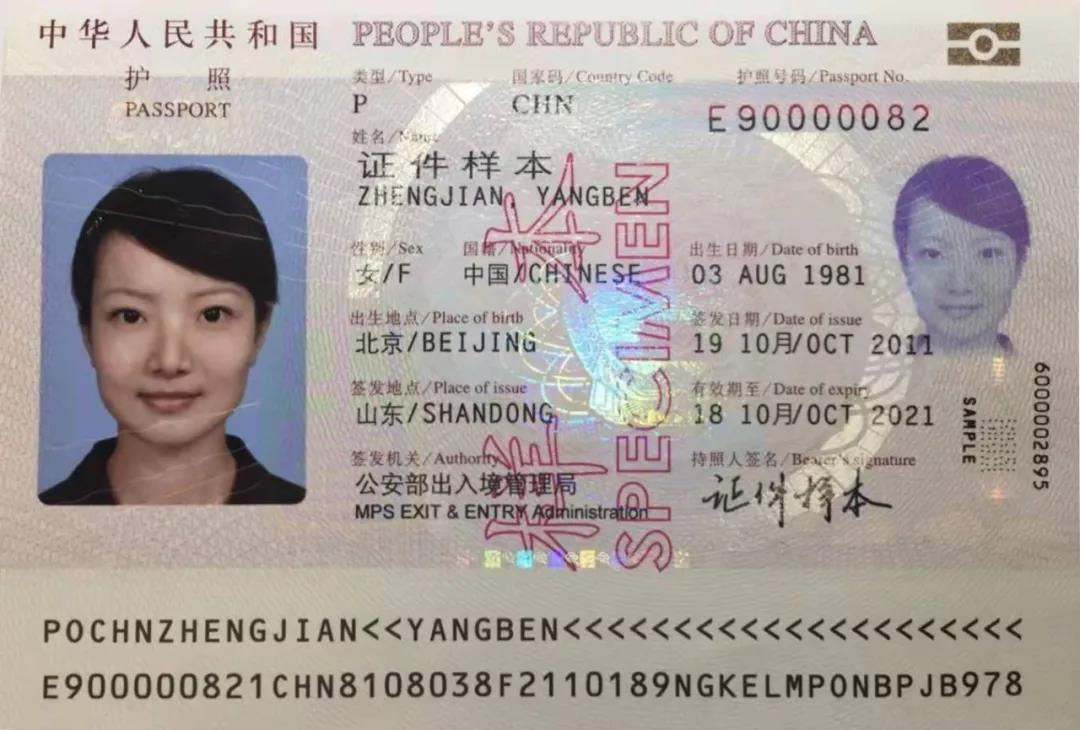
Página frontal de datos de información personal de un pasaporte biométrico chino regular desde 2012.

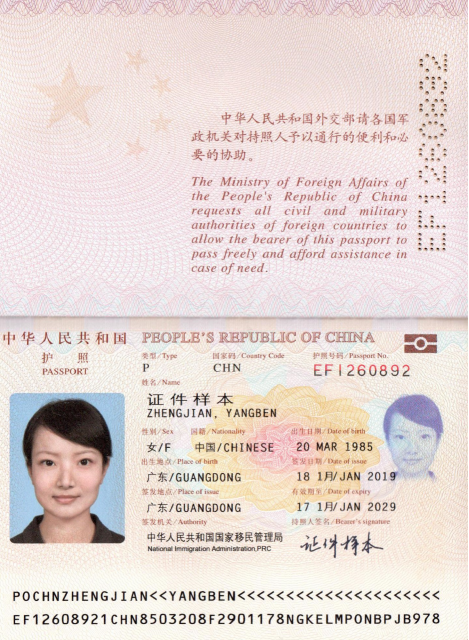
Página frontal de datos de información personal de un pasaporte biométrico chino regular desde 2019.

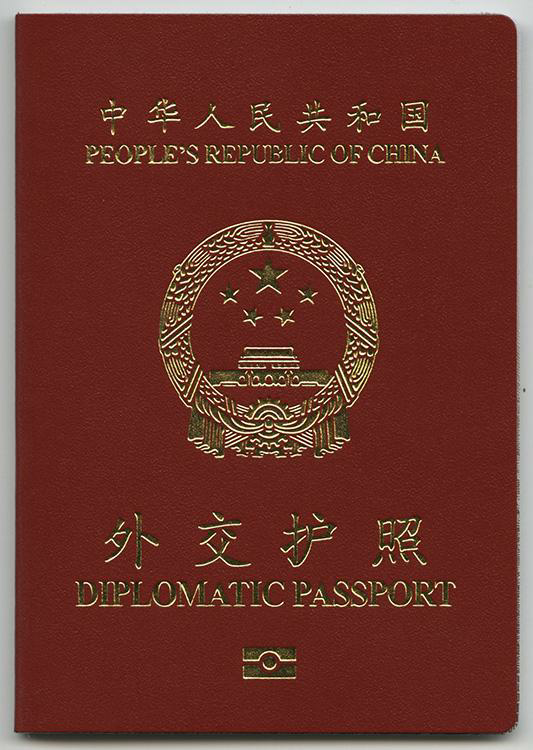
Pasaporte biométrico diplomático
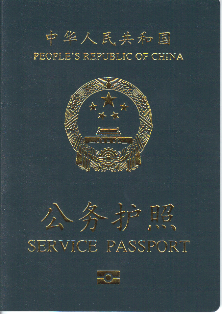
Pasaporte biométrico de servicio
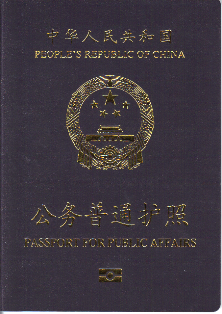
Pasaporte biométrico de asuntos públicos
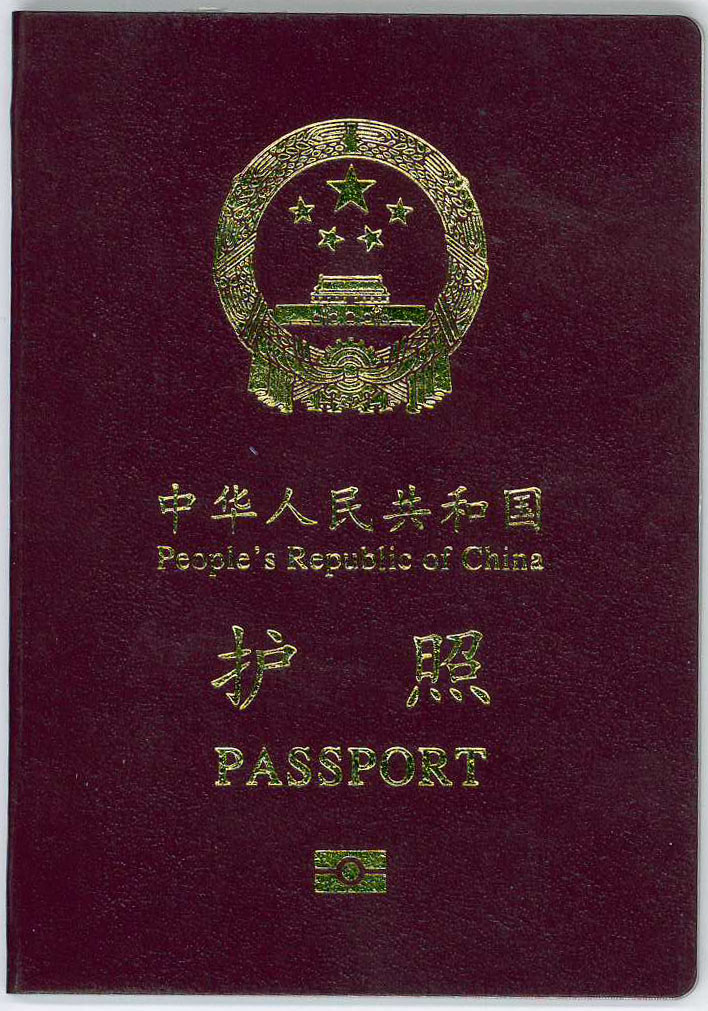
Pasaporte biométrico regular

- Pasaporte regular (普通护照): se emiten a los nacionales que tienen la intención de viajar al extranjero con fines no oficiales, como establecer su residencia en otros países, visitar a familiares, estudiar, trabajar, viajar o realizar actividades comerciales. Los emite la Administración de Entrada y Salida del Ministerio de Seguridad Pública, las misiones extranjeras de la República Popular China u otras misiones en el extranjero autorizadas para ello por el Ministerio de Relaciones Exteriores.
- Pasaporte diplomático (外交护照): se expiden a diplomáticos, cónsules y sus cónyuges o hijos menores de edad, así como a correos diplomáticos. Son emitidos por el Ministerio de Relaciones Exteriores (MRE).
- Pasaporte de servicio (公务护照): se emiten a los empleados que son enviados por el gobierno chino para trabajar para misiones extranjeras chinas, las Naciones Unidas o sus comisiones especiales u otras organizaciones internacionales, así como sus cónyuges o hijos menores. Son emitidos por el MRE, las misiones extranjeras de la República Popular China, otras misiones en el exterior autorizadas por el MRE, o las Oficinas de Relaciones Exteriores de los gobiernos de las provincias, regiones autónomas, municipios directamente dependientes del Gobierno Central y ciudades divididas en distritos autorizados por el MRE.
  - Una variación especial del pasaporte de servicio, llamado pasaporte para asuntos públicos (公务普通护照), se emite a los funcionarios públicos que "dirigen divisiones o equivalentes" de empresas estatales o del condado. y empleados de empresas controladas por el Estado.[7]

Los pasaportes para las regiones especiales administrativas de Macao y Hong Kong son emitidos y regulados por los gobiernos de estas regiones.

## Página de datos del pasaporte
En el pasaporte biométrico, la página de datos personales se ha trasladado a una hoja separada y la página de datos personales se ha rediseñado considerablemente, añadiendo el nombre completo de la RPC en chino simplificado e inglés, así como un símbolo de pasaporte electrónico impreso con tinta ópticamente variable. Las nuevas características de seguridad incluyen una segunda imagen fantasma del titular y gráficos holográficos adicionales, incluyendo el emblema de la RPC y un mapa del mundo impreso con láser. A continuación se ofrecen los detalles:
- Código de pasaporte (P)

- Número de pasaporte: consiste en una sola letra que indica el tipo de pasaporte (E = pasaporte electrónico), seguida de ocho dígitos. En abril de 2017, se habían emitido más de 100 millones de pasaportes biométricos convencionales y se habían agotado los antiguos números de pasaporte de E+8 dígitos. Por lo tanto, el formato del número se amplió utilizando el segundo dígito y sustituyéndolo por letras inglesas en orden (excepto la I, la O), el tercer dígito sigue siendo dígitos arábigos y el número total de dígitos sigue siendo 9. Los nuevos números de pasaporte empezaban por EA0000001 (dos letras con siete dígitos).[8]
- Foto del titular del pasaporte (Anchura: 33mm, Altura: 48mm; Altura de la cabeza (hasta la parte superior del cabello): 31.5mm; Distancia desde la parte superior de la foto hasta la parte superior del cabello: 5mm)
- Nombre (caracteres chinos arriba, transcripción en pinyin abajo, la coma separa el apellido y el nombre sólo en pinyin)
- Sexo (masculino/femenino)
- Nacionalidad (china)
- Fecha de nacimiento (DD.M.YYYY)
- Lugar de nacimiento (provincia con transcripción latina, o código de país si se ha nacido en el extranjero, junto con la abreviatura china del país)
- Fecha de emisión (DD.MM.YYYY, mes transcrito en números arábigos)
- Lugar de expedición (provincia, o ciudad de la oficina diplomática/consular si se expide en el extranjero)
- Fecha de caducidad (DD.M.YYYY, mes transcrito en dígitos arábigos)
- Autoridad ("Administración Nacional de Inmigración de la República Popular China" o el nombre completo de la oficina diplomática/consular china, si se emite en China continental antes de junio de 2019 puede ser "MPS Exit & Entry Administration")[9]

- Firma del portador
- Código legible por máquina

### Idiomas
Toda la información está impresa en chino simplificado e inglés, excepto la página de "Atención", que está impresa sólo en chino simplificado.

### Nota del pasaporte
En chino
中华人民共和国外交部请各国军政机关对持照人予以通行的便利和必要的协助。
En inglés
The Ministry of Foreign Affairs of the People's Republic of China requests all civil and military authorities of foreign countries to allow the bearer of this passport to pass freely and afford assistance in case of need.
Si el pasaporte es para un solo viaje, en esta página se imprimirá una nota válida en chino simplificado e inglés.

### Páginas interiores
En la versión biométrica, se imprimen en las páginas interiores determinados puntos de interés natural y lugares famosos de China continental, Hong Kong, Macao y Taiwán; cada página contiene también una marca de agua transparente de otros puntos de interés natural y lugares famosos de la misma zona.

## Pasaporte de las regiones administrativas especiales (RAE)
Los ciudadanos chinos que también son residentes permanentes de las Regiones Administrativas Especiales de Hong Kong y Macao. Reciben pasaportes de la RAE de Hong Kong o Macao de los respectivos departamentos de inmigración de las RAE. En Hong Kong, el Departamento de Inmigración de Hong Kong se encarga de emitir pasaportes. En Macao, la Oficina de Servicios de Identificación cumple la misma función. Los pasaportes y documentos de viaje de las RAE son emitidos únicamente por el gobierno de las RAE, y los diseños difieren mucho del pasaporte normal de la República Popular China, aunque los tres pasaportes llevan el mismo código de país y nacionalidad, CHN, lo que significa que el portador tiene el Nacionalidad de la República de China, así como el mensaje del Ministerio de Relaciones Exteriores de la República Popular China.

## Requerimientos de visado

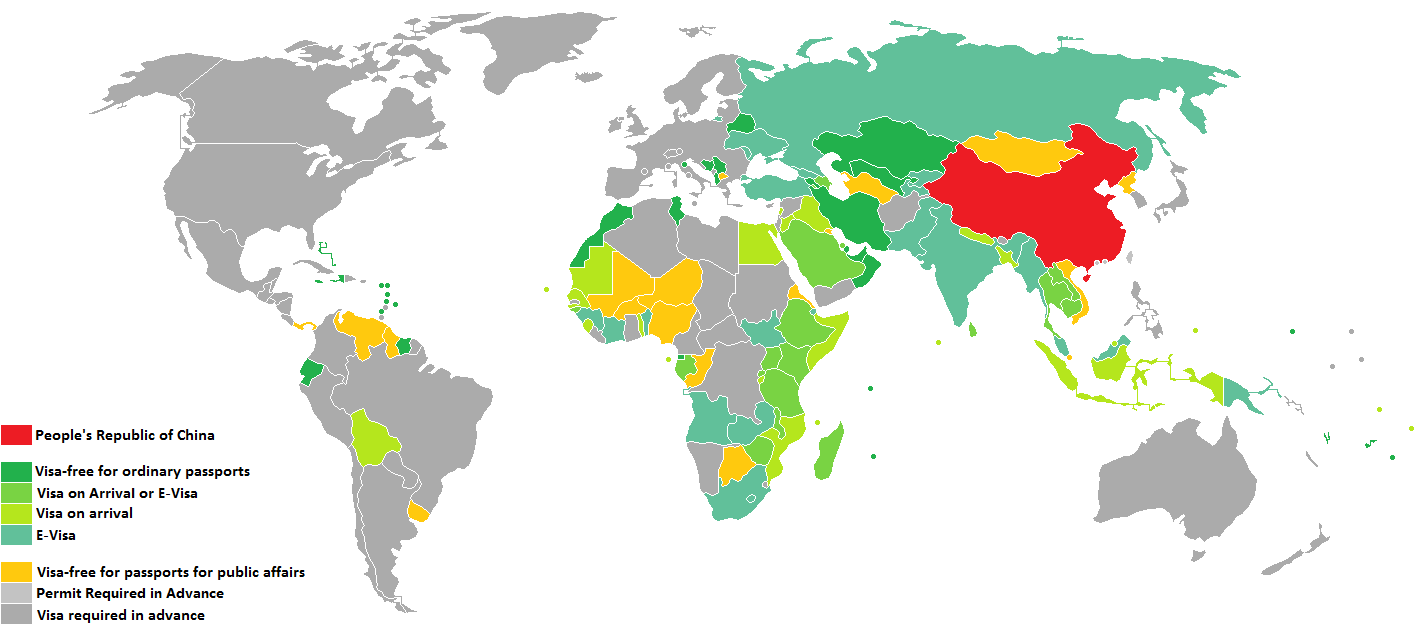
Viajes sin visado para ciudadanos de la República Popular China que posean pasaportes regulares o de asuntos públicos

### Viajar hacia Hong Kong, Macao o Taiwán
Para que dichos ciudadanos chinos viajen desde China continental a Hong Kong, Macao o Taiwán se requiere un permiso de ida y vuelta. Las misiones extranjeras chinas, sin embargo, emiten permisos de entrada de la RAE de Hong Kong similares a una visa por hasta 14 días a ciudadanos chinos que residen fuera de China continental previa solicitud, por lo que los titulares de pasaportes de la República Popular China pueden viajar únicamente entre Hong Kong y China continental con pasaportes. Los pasaportes chinos se pueden usar cuando se transita por Hong Kong o Macao a otros países y puedan ingresar a Hong Kong o Macao durante 7 días sin una visa.

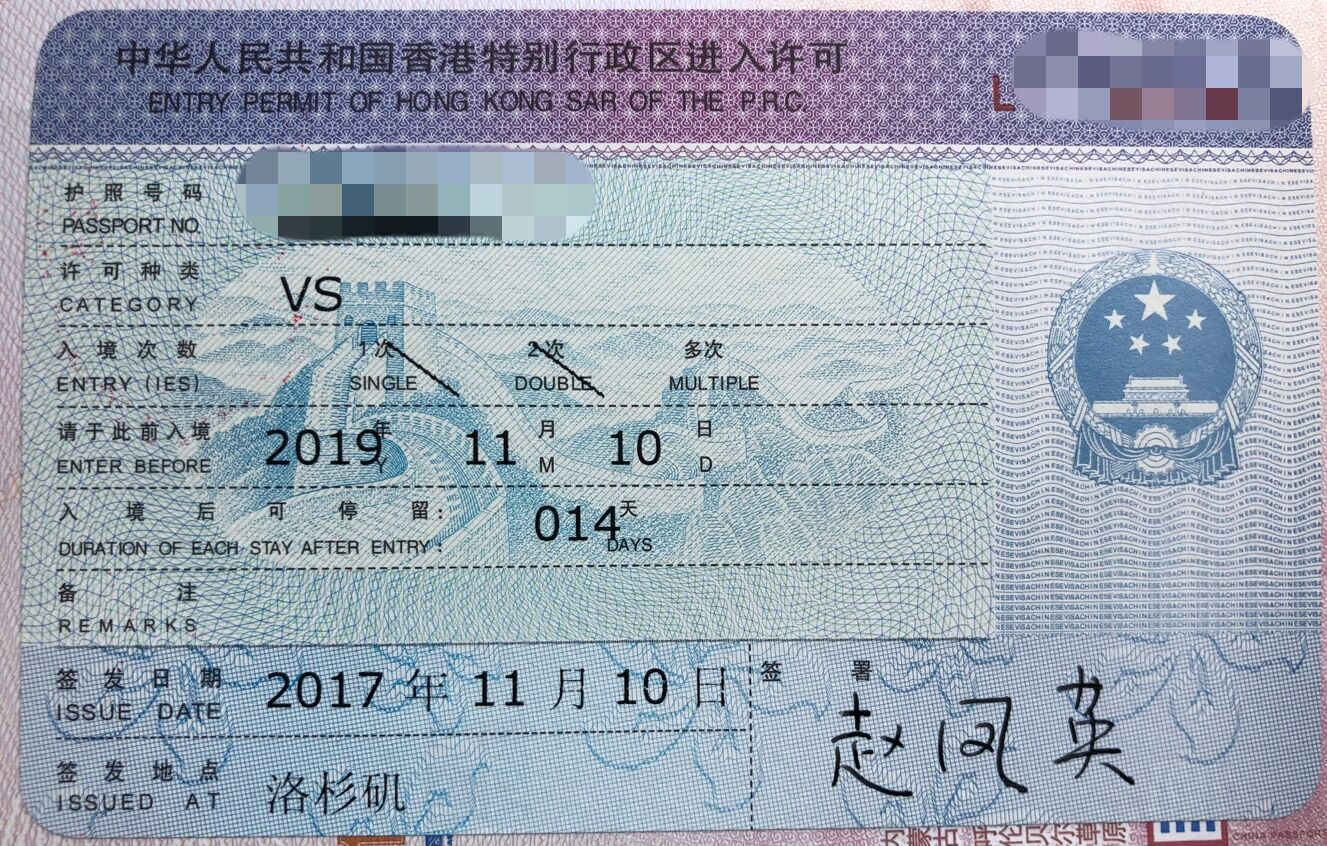
Un permiso de entrada a Hong Kong emitido por el consulado chino en Los Ángeles pegado en un pasaporte chino.